# Iller
İller znači "provincije" na turskom, vidi Turske pokrajine
Iller (drevno ime Ilargus) je rijeka u Bavarskoj u Njemačkoj. Desni je pritok Dunava, dug 147 km.
Izvor je kraj Oberstdorf u regiji Allgäu u Alpama, blizu granice s Austrijom. Odatle teče prema sjeveru i prolazi kraj Sonthofena, Immenstadta i Kemptena. Između Lautracha kraj Memmingena i Ulma tvori granicu između njemačkih pokrajina Bavarije i Baden-Württemberga, dugu 50 km. Ulijeva se u Dunav u gradu Ulmu.
Iller ima površinu porječja od 2152 km2.  Sedma je Bavarska rijeka po istjeku vode, s prosječnim istjekom od 75 m3/s kod Sendena, samo malo uzvodno od Dunava. Snaga vode koristi se za proizvodnju električne energije, s osam hidroelektrana s ukupnom zapremninom od 51 MW (1998.).
Biciklistička staza prati Iller, koji je popularna lokacija za rafting i planinarenje.